# Saccoglossum takeuchii
Saccoglossum takeuchii är en orkidéart som beskrevs av Howcroft. Saccoglossum takeuchii ingår i släktet Saccoglossum och familjen orkidéer. Inga underarter finns listade i Catalogue of Life.